# Bóng bàn tại Đại hội Thể thao Đông Nam Á 1995
Bóng bàn tại Đại hội Thể thao Đông Nam Á năm 1995 được tổ chức từ 10 đến 15 tháng 12 năm 1995 tại Nhà thi đấu 2, Đại học Chiang Mai, Chiang Mai, Thái Lan. Giải đấu bao gồm 7 nội dung tiêu chuẩn gồm: đơn nam, đơn nữ, đôi nam, đôi nữ, đôi nam–nữ (mixed doubles), đồng đội nam và đồng đội nữ. Đoàn thể thao Indonesia đứng vị trí thứ nhất toàn đoàn với 4 huy chương vàng.

## Tóm tắt kết quả[2]
| Nội dung     | Vàng                                   | Bạc                                 | Đồng                                                                                           |
| ------------ | -------------------------------------- | ----------------------------------- | ---------------------------------------------------------------------------------------------- |
| Đơn nam      | Việt Nam                               | Indonesia                           | Indonesia                                                                                      |
| Đơn nam      | Việt Nam                               | Indonesia                           | Thái Lan                                                                                       |
| Đơn nữ       | Singapore · Jing Junhong               | Indonesia · Rossy Pratiwi Dipoyanti | Thái Lan                                                                                       |
| Đơn nữ       | Singapore · Jing Junhong               | Indonesia · Rossy Pratiwi Dipoyanti | Việt Nam                                                                                       |
|              |                                        |                                     |                                                                                                |
| Đôi nam      | Indonesia                              | Indonesia                           | Malaysia · Eng Tian Syh · Lim Chin Leong                                                       |
| Đôi nam      | Indonesia                              | Indonesia                           | Thái Lan                                                                                       |
| Đôi nữ       | Indonesia · Rossy Pratiwi Dipoyanti    | Singapore                           | Malaysia · Phua Bee Sim · Chong Choi Thing                                                     |
| Đôi nữ       | Indonesia · Rossy Pratiwi Dipoyanti    | Singapore                           | Thái Lan                                                                                       |
| Đôi nam nữ   | Singapore · Sen Yew Fai · Jing Junhong | Indonesia                           | Indonesia · Rossy Pratiwi Dipoyanti                                                            |
| Đôi nam nữ   | Singapore · Sen Yew Fai · Jing Junhong | Indonesia                           | Singapore                                                                                      |
|              |                                        |                                     |                                                                                                |
| Đồng đội nam | Indonesia                              | Việt Nam                            | Malaysia · Andy Ng Shiu Leong · Eng Tian Syh · Lim Chin Leong · Yong Hong Cheh · H'ng Kim Shan |
| Đồng đội nam | Indonesia                              | Việt Nam                            | Thái Lan                                                                                       |
| Đồng đội nữ  | Indonesia · Rossy Pratiwi Dipoyanti    | Thái Lan                            | Singapore                                                                                      |
| Đồng đội nữ  | Indonesia · Rossy Pratiwi Dipoyanti    | Thái Lan                            | Việt Nam                                                                                       |

## Bảng huy chương
| Hạng               | Đoàn               | Vàng | Bạc | Đồng | Tổng số |
| ------------------ | ------------------ | ---- | --- | ---- | ------- |
| 1                  | Indonesia (INA)    | 4    | 4   | 2    | 10      |
| 2                  | Singapore (SIN)    | 2    | 1   | 2    | 5       |
| 3                  | Việt Nam (VIE)     | 1    | 1   | 2    | 4       |
| 4                  | Thái Lan (THA)     | 0    | 1   | 5    | 6       |
| 5                  | Malaysia (MAS)     | 0    | 0   | 3    | 3       |
| Tổng số (5 đơn vị) | Tổng số (5 đơn vị) | 7    | 7   | 14   | 28      |